# Conseil national de l'Ordre des sages-femmes
En France, le Conseil national de l'Ordre des sages-femmes est un organisme professionnel, administratif et juridictionnel de défense et de régulation de la profession de sage-femme.

## Activité de lobbying

### Auprès de l'Assemblée nationale
Le Conseil national de l'Ordre des sages-femmes est inscrit comme représentant d'intérêts auprès de l'Assemblée nationale. Il déclare à ce titre en 2014 un budget global de 1 900 000 euros, et indique que les coûts annuels liés aux activités directes de représentation d'intérêts auprès du Parlement sont compris entre 50 000 et 100 000 euros.

### Auprès des institutions de l'Union européenne
Le Conseil national de l'Ordre des sages-femmes est inscrit depuis 2011 au registre de transparence des représentants d'intérêts auprès de la Commission européenne. Il déclare en 2016 pour cette activité 1 collaborateur à temps plein et des dépenses d'un montant compris entre 50 000 et 100 000.

## Historique des présidentes
- Marie-Josée Keller[3] (2006-2017)
- Anne-Marie Curat (2017-2022)
- Isabelle Derrendinger (2022-)[4]